# Matsushima Sora
Matsushima Sora (japanisch 松島 輝空 Matsushima Sora; * 29. April 2007 in der Präfektur Kyōto) ist ein japanischer Tischtennisspieler.

## Werdegang
Seine Eltern, Takashi und Yumiko, sind ehemalige professionelle Tischtennisspieler auf höchstem Niveau. Bei den All-Japan Championships 2001 erreichten sie im Mixed-Doppel das Halbfinale. Er ist außerdem der Großneffe des ehemaligen sechsfachen Weltmeisterschaftsmedaillengewinners Tokio Tasaka. Sora Matsushimas jüngere Geschwister Toa, Miku und Aira spielen ebenfalls Tischtennis und sind alle Linkshänder.
In den Saisons 2020/21 und 2021/22 spielte er für den japanischen Verein TT Saitama in der T.League, der höchsten japanischen Liga. Seit 2022 spielt er bei Kinoshita Meister Tokyo.
Im Jahr 2021 wurde er Jugendweltmeister im Einzel, im Jungendoppel mit Félix Lebrun und im Mixed mit Miwa Harimoto. 2023 verlor er im Finale des WTT Contender Rio de Janeiro mit 4:2 Sätzen gegen den Schweden Mattias Falck.
Im Januar 2024 wurde er japanischer Juniorenmeister im Einzel. Er gewann nacheinander den WTT Contender Tunis und dann den WTT Star Contender Bangkok im Doppel mit Tomokazu Harimoto.
Ein Jahr nach der Juniorenmeisterschaft wurde er japanischer Einzelmeister, nachdem er Harimoto im Halbfinale und Hiroto Shinozuka im Finale besiegte.
Gesponsert wird Matsushima von Butterfly.